# Paul Donald d'Emmerez de Charmoy
Paul Donald d'Emmerez de Charmoy est un entomologiste franco-mauricien né le 20 septembre 1873 à Port-Louis, Île Maurice et décédé le 20 novembre 1930 à Rose Hill, Île Maurice. Il est le père de Donald d'Emmerez de Charmoy.

## Carrière
À des fins de contrôle biologique, Paul Donald d’Emmerez de Charmoy introduit à l’Île Maurice le Calotes versicolor en 1900 (arrivé de java à l’Île de La Réunion par mégarde avec des boutures de cannes).
Aujourd’hui on peut trouver ce caméléon couramment. Il aime se cacher dans les endroits touffus comme les fougères qui ornent les jardins des maisons. Dans le folklore, le caméléon est surtout connu pour le tour cruel que lui jouaient les garçons en le faisant aspirer la fumée d’une cigarette jusqu’à que son ventre explose puisqu’il ne sait comment expirer cette fumée.